# Kalsk
Kalsk is een plaats in het Poolse district  Zielonogórski, woiwodschap Lubusz. De plaats maakt deel uit van de gemeente Sulechów en telt 860 inwoners.